# Jack the Ripper – Das Ungeheuer von London
Jack the Ripper – Das Ungeheuer von London (Originaltitel: Jack the Ripper) ist eine fürs Fernsehen gedrehte zweiteilige Miniserie aus dem Jahr 1988 und thematisiert den ungelösten Kriminalfall um Jack the Ripper aus dem Jahr 1888. Die Hauptrolle spielte Michael Caine als Ermittler.

## Handlung
Am 31. August 1888 wird die Prostituierte Mary Ann Nichols ermordet aufgefunden. Dieser Mord unterscheidet sich erheblich von den üblichen Gewalttätigkeiten im Londoner Armenviertel Whitechapel, da der Frau laut Autopsiebericht mit geradezu medizinischer Präzision die Kehle durchgeschnitten und anschließend der Unterleib geöffnet wurde. Inspektor Frederick Abberline von Scotland Yard wird mit der Lösung des Falles beauftragt, der ungewöhnlich schnell zu den Akten gelegt werden soll.
Die Ermittlungen führen Abberline und seinen Partner Sergeant Godley zu einer ganzen Reihe von Verdächtigen, unter anderen dem amerikanischen Schauspieler Richard Mansfield, der gerade mit einer äußerst erfolgreichen Inszenierung von Dr. Jekyll & Mr. Hyde in London gastiert und sich privat in den Vergnügungsvierteln der Stadt herumtreibt.
Der Verdacht gegen Mansfield erhärtet sich zunächst, nachdem Robert Lees – der königliche Wahrsager – erklärt, er habe eine Vision gehabt, in der der Mörder ein Mann mit zwei Gesichtern war, was sehr gut zur aktuellen Rolle des Schauspielers passe. Abberline ermittelt gegen den Polizeiarzt Llewellyn, der in seinem ersten Befund die Verstümmelungen des Unterleibes nicht angegeben hatte. Um bei der Erstellung eines Täterprofils voranzukommen, holt Abberline sich Rat vom Leibarzt der Königin Victoria, Sir William Gull, der erklärt, dass der Mörder vermutlich ein Mensch mit gespaltener Persönlichkeit sei, der sich unter Umständen seiner Taten gar nicht bewusst ist. Er bezeichnet diese Form von Geistesstörung als Dementia praecox.
Die öffentlichen Unruhen werden durch die reißerischen Berichte des Reporters Bates und die Hetzreden des politisch aktiven George Lusk noch weiter geschürt. In diesem allgemeinen Durcheinander kann der Mörder eine weitere Tat begehen. Die Prostituierte Annie Chapman wird am 8. September mit aufgeschlitzter Kehle in einem Hinterhof entdeckt, diesmal wurden dem Opfer die Eingeweide herausgeschnitten und um die Schultern gelegt. Bei der Polizei gehen inzwischen zahlreiche Geständnisbriefe von Wichtigtuern ein, unter denen einer besonders heraussticht. Der fragliche Brief enthält zahlreiche Details, die nur der wirkliche Mörder kennen kann und ist mit „Jack the Ripper“ unterschrieben, was von der Presse begierig ausgeschlachtet wird.
Die Situation spitzt sich weiter zu, als in der Nacht des 30. September gleich zwei Prostituierte ihr Leben verlieren. Bei Elizabeth Stride wurde der Mörder offensichtlich gestört, denn sie wies nur die obligatorische aufgeschlitzte Kehle auf, ist ansonsten aber unversehrt. Catherine Eddowes ist dafür umso schlimmer zugerichtet, der Ripper hatte ihr neben den üblichen Verstümmelungen auch das Gesicht zerschlitzt. Die Ermittlungen Abberlines und Godleys werden auch dadurch beschwert, dass Vorgesetzte Beweismittel am Tatort beseitigen, um Unruhen in der Bevölkerung zu verhindern.
Der Innenminister ist über die ständigen Misserfolge der Polizei und die Unruhe im Volk gleichermaßen verärgert. Besonders auch, weil er sich um die Monarchie sorgt, da der Thronfolger Prinz Albert Victor ebenfalls regelmäßig die Londoner Vergnügungsviertel besucht und er nun einen Skandal befürchtet. Der Minister fordert den Rücktritt von Polizeichef Sir Charles Warren, um dem Druck der Öffentlichkeit nach Neuerungen in den Ermittlungen nachzugeben. Der kommunistisch geprägte Lusk hetzt währenddessen die Bürger von Whitechapel weiter auf. Er strebt eine Revolution an.
Abberlines und Godleys Ermittlungen haben inzwischen ergeben, dass der Mörder einen Helfer haben muss und in einer Kutsche unterwegs ist, da die Tatorte der Opfer Nummer 3 und 4 zu weit auseinanderliegen, als dass man sie in so kurzer Zeit zu Fuß erreichen könnte. Als sie nach einer in Frage kommenden Kutsche suchen, fällt ihnen der Kutscher John Netley auf, der sich damit brüstet, wichtige Mediziner fahren zu dürfen. Er behauptet auch, selbst medizinische Kenntnisse zu haben. Kurz darauf, am 9. November, wird die völlig zerstückelte Leiche der jungen Prostituierten Mary Jane Kelly gefunden. Nach diesem bestialischen Mord lässt Abberline Netley festnehmen und setzt ihn derart unter Druck, dass dieser tatsächlich ein Geständnis ablegt. Nun gilt es, dem Mörder eine Falle zu stellen. Als Netley ihn abholt und später in einer Seitenstraße in Whitechapel eine weitere Prostituierte zur Kutsche lockt, können Abberline und Godley im letzten Moment eingreifen.
Es stellt sich heraus, dass Sir William Gull der Mörder ist. Er ist offensichtlich wahnsinnig und schreit und tobt, man störe ihn bei seinem Experiment. Es gelingt ihm auch, sich loszureißen, doch Godley kann seinen Fluchtversuch vereiteln. Dabei stürzt Gull und zieht sich eine schwere Kopfverletzung zu.
Laut des behandelnden Arztes wird Gull vermutlich das Bewusstsein nicht mehr wiedererlangen, da die Verletzung eine starke Gehirnblutung ausgelöst hat. Sein Schwiegersohn kann etwas Licht auf das Motiv von Sir William werfen: Vor einiger Zeit erlitt er bereits einen Schlaganfall und habe seitdem gelegentlich Anzeichen einer Persönlichkeitsstörung gezeigt. Er beschäftigte sich mit Geisteskrankheiten und kam zu dem Schluss, dass man den Wahnsinn studieren müsse, wenn man ihn verstehen will, deshalb ging er auch von Mord zu Mord brutaler vor.
Um in dieser Zeit der allgemeinen Unruhen einen öffentlichen Skandal zu vermeiden, in den indirekt auch das britische Königshaus involviert ist, wird der Fall Jack the Ripper von Polizeichef Sir Charles Warren, ehe er zurücktritt, als „ungelöst“ zu den Akten gelegt und Sir William Gull, als Leibarzt der Königin von England, wird für seine Verbrechen nicht zur Verantwortung gezogen.

## Synchronisation
Es existieren zwei deutsche Synchronfassungen. Die erste entstand nach einem Dialogbuch und unter der Dialogregie von Hartmut Neugebauer. Die zweite entstand nach einem Dialogbuch von Ivar Combrinck und unter der Dialogregie von Michael Brennicke.
| Rolle                     | Darsteller      | Synchronsprecher (VHS) | Synchronsprecher (TV) |
| ------------------------- | --------------- | ---------------------- | --------------------- |
| Insp. Frederick Abberline | Michael Caine   | Reinhard Glemnitz      | Jürgen Thormann       |
| Sgt. George Godley        | Lewis Collins   | Ekkehardt Belle        | Randolf Kronberg      |
| Richard Mansfield         | Armand Assante  | Heiner Lauterbach      | Erich Hallhuber       |
| Emma Prentiss             | Jane Seymour    | Manuela Renard         | Viktoria Brams        |
| Benjamin Bates            | Jonathan Moore  | Pierre Peters-Arnolds  | Gudo Hoegel           |
| Sir William Gull          | Ray McAnally    | Günther Sauer          | Niels Clausnitzer     |
| Robert James Lees         | Ken Bones       | Fred Maire             | Hans-Georg Panczak    |
| Elizabeth Stride          | Angela Crow     | Anita Höfer            | ?                     |
| Catherine Eddowes         | Susan George    | Marion Hartmann        | Gudrun Vaupel         |
| Mary Jane Kelly           | Lysette Anthony | Inez Günther           | Katharina Lopinski    |
| Dr. Rees Llewellyn        | Michael Hughes  | Lambert Hamel          | Klaus Guth            |
| George Lusk               | Michael Gothard | Holger Schwiers        | Jochen Striebeck      |
| John Netley               | George Sweeney  | Willy Schäfer          | Peter Musäus          |

## Kritiken
„Der englische TV-Film liefert einen Mörder, der wahre Fall wurde nie zweifelsfrei geklärt.“

„An Hand von Originalakten rekonstruiert der brillant fotografierte, intensiv gespielte Fernsehfilm den Fall, der bis heute nicht aufgeklärt werden konnte, und bettet ihn in ein stimmungsvolles Bild des damaligen Londons; er kommt zu dem Schluß, daß der Leibarzt der Königin der Mörder war, was jedoch nur eine der Hypothesen ist, die sich um ‚Jack the Ripper‘ ranken.“

## Auszeichnungen und Nominierungen
- Golden Globe (1989) Bester Darsteller in einem TV-Spielfilm: Michael Caine (teilte sich die Auszeichnung mit Stacy Keach für Hemingway)
- Golden Globe (1989) Bester Nebendarsteller in einer Miniserie oder einem Special: Armand Assante (Nominierung)
- Emmy (1989) Bester Nebendarsteller in einer Miniserie oder einem Special: Armand Assante (Nominierung)

## DVD-Veröffentlichung
- Jack the Ripper – Das Ungeheuer von London, I-On New Media – 27. September 2004

## Sonstiges
- Eigentlich sollte Barry Foster die Rolle des Inspektor Abberline spielen und drehte bereits einige wenige Szenen. Infolge einer Umbesetzung übernahm Michael Caine den Part und die betreffenden Szenen wurden wiederholt.
- Ursprünglich wurden vier verschiedene Enden für den Film gedreht, um sowohl Darsteller, Mitarbeiter – und ganz besonders – die Presse im Unklaren zu lassen, wer nun wirklich Jack the Ripper sein sollte.
- Über die wahre Identität von Jack the Ripper gibt es bis heute unzählige Spekulationen und zahlreiche Verdächtige. Das letztlich verwendete Ende der TV-Miniserie greift die Theorie auf, dass der Ripper Sir William Gull, der Leibarzt der Königin Victoria war.
- Der Darsteller Hugh Fraser trug während des Drehs Kleidungsstücke, welche dem wirklichen Sir Charles Warren gehörten.
- Armand Assantes Double starb während der Dreharbeiten.